# 慕拉第
慕拉第（1840年12月12日－1912年12月24日），原名夏洛特·迪格斯·「洛蒂」·蒙恩（Charlotte Diggs "Lottie" Moon），美南浸信会传教士，在华传教近40年（1873-1912）。

## 生平
1840年12月12日，慕拉第出生在美国弗吉尼亚州阿爾伯馬爾縣Viewmont市一个富裕的浸信会家庭，在五个女孩、二个男孩中排行第三。父亲是Edward Harris Moon，母亲是Anna Maria Barclay。她的家族拥有1500百英亩的种植园，利用黑奴种植烟叶。13岁时，父亲的船发生事故而丧生。
慕家重视教育，慕拉第14岁时进入浸信会开办的弗吉尼亚女子神学院。1861年获得硕士学位，是美国南方最早获此殊荣的女性之一。慕拉第个子矮小，长大后只有四英尺三英寸高，然而她聪慧过人，能够运用多种语言： 拉丁语、希腊语、法语 、德语、意大利语和西班牙语，也能够流畅地阅读希伯来语。后来。她更成为中文专家。
在南北战争期间，慕拉第帮助母亲打理种植园，战后任教于肯塔基州和乔治亚州的女子学校。然而，她更希望成为传教士。
1873年，美南浸信会 放宽政策，准许单身女性到海外传教。1873年7月7日，差会正式派遣慕拉第前往中国传教，当时她33岁。12月，慕拉第来到妹妹Edmonia所在的山东省登州（不久Edmonia就為健康返回美國），任教于一所男子学校。她由一些老练的传教士妻子陪同，“到偏僻的乡村巡迴佈道，慕拉第发现自己对直接传教更感兴趣。而且由于当时宣教工作主要由已婚男宣教士负责，但是要接近中国妇女，非常需要女性传教士。
慕拉第出身于有教养的家庭，初来华时认为中国人是下等民族，坚持穿美国服装，与异教的中国人保持距离。但逐渐认识到越少西化，越多认同中国人，就越能减低华人对外国人的好奇，而向福音开放。她开始穿中式服装，采纳中国风俗，尊重及欣赏中国文化和学问。结果换来中国人对她的爱戴和尊敬。
1885年12月, 45岁的慕拉第放弃教职，迁往内地的平度和黄县开辟新传教区。
1902年慕拉第回国述职，1904年回到中国，这时山东遇到严重饥荒，她身边的人一个个饿死。她请求差会拨款救济，但差会本身负债，不只无力救济，连慕拉第的薪酬也被削减。
1912年春天，饥荒临到平度，她拿出自己所有的储蓄和食物与周围的人分享，结果她本人的健康受到损害，体重降到50磅。12月1日，慕拉第因饥饿昏倒在床上，其他传教士把她送上回美国的船。1912年12月24日, 船经过日本神户港时，慕拉第去世，年72岁，尸体运回美国弗吉尼亚州克魯浸信会公墓安葬。

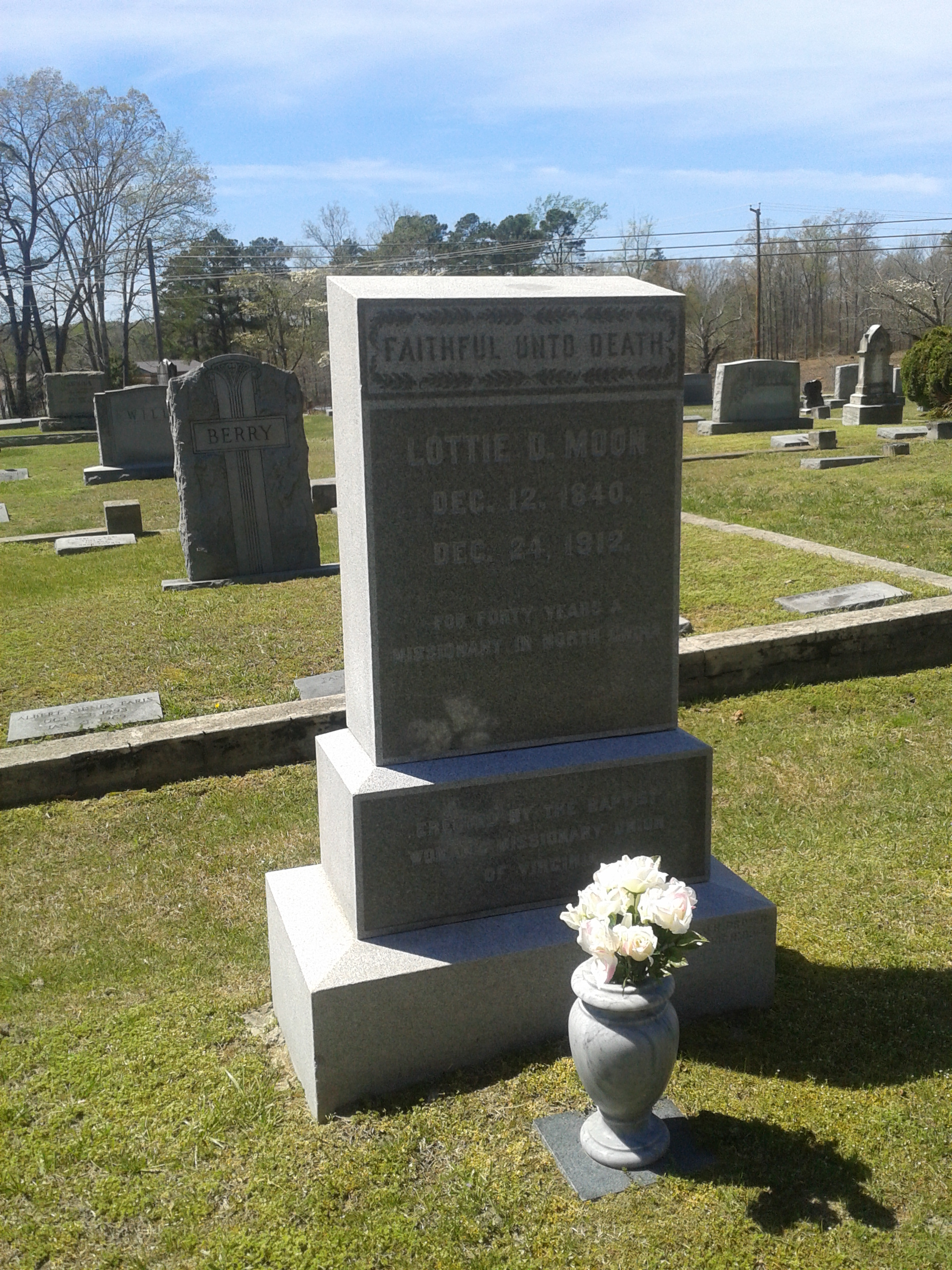
位于Crewe的慕拉第墓地

自从1888年以来，美南浸信会一直进行的慕拉第聖誕奉獻，用于支援海外宣教士，金額目標占美南浸信会年度预算的一半。

## 外部链接

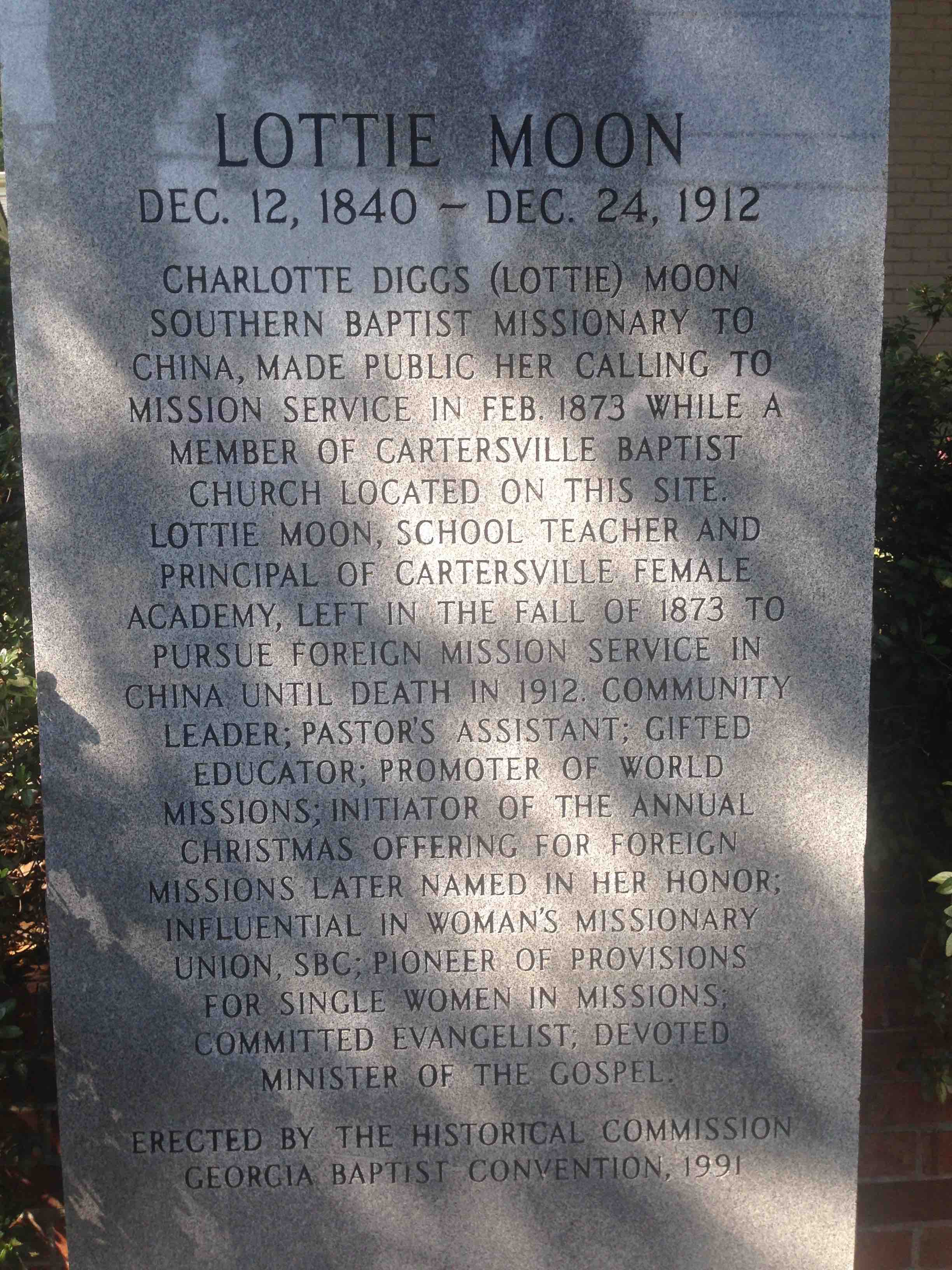
浸信会传道士慕拉第纪念碑。West Cherokee Street in Cartersville, Georgia

## 延伸阅读
- Allen, Catherine B. (1980).《慕拉第新传》，田纳西州纳什维尔：Broadman出版社
- Harper, Keith, ed. (2002). Send the Light: Lottie Moon's Letters and Other Writings. 乔治亚州梅肯：Mercer大学出版社
- Hyatt, Irwin T. (1976). Our Ordered Lives Confess：19世纪在胶东的3位美国传教士 哈佛大学出版社
- Lawrence, Una Roberts. 《慕拉第》，田纳西州纳什维尔：美南浸信会主日学部，1927.